# Mali Txekon
Mali Txekon - Малый Чекон (rus) - és un khútor del krai de Krasnodar, a Rússia. És a 26 km al sud-est d'Anapa i a 121 km a l'oest de Krasnodar.
Pertany a l'stanitsa de Gostagàievskaia.